# Sucker Punch - Mundo Surreal
Sucker Punch (pt/br: Sucker Punch - Mundo Surreal) é um filme de ação, fantasia e tecnavapor americano de 2011 escrito e dirigido por Zack Snyder. É o primeiro filme de Snyder baseado em um conceito original.  O diretor chegou a declarar que o filme é uma espécie de "Alice no País das Maravilhas com metralhadoras".
O filme foi lançado nos Estados Unidos em 25 de março de 2011, tanto em cinemas convencionais quanto em cinemas IMAX. O filme teve um desempenho fraco na bilheteria e foi recebido negativamente pelos críticos.

## Enredo
A história gira em torno de Babydoll, uma garota de 20 anos que presenciou a morte de sua mãe pelas mãos de seu padrasto, que está obcecado pela fortuna da família. Desesperada, ela tenta matar o padrasto mas acaba atingindo sua irmã mais nova. Babydoll entrou em choque e foi exposta a doses cavalares de remédios controlados. 
O Padrasto (intitulado simplesmente como "cara mau") usou as evidências do crime para incriminar Babydoll e ainda interná-la em um sanatório para doentes mentais dirigido por Blue Jones. Enquanto negociavam a "estadia" da garota, Blue e o Padrasto discutiam como iriam livrar-se da jovem e Blue sugere uma lobotomia que seria feita em 5 dias, prometendo que após a cirurgia a garota não lembraria o próprio nome. Para a cirurgia Blue teria que forjar a assinatura de Vera Gorski, médica responsável pelo tratamento dos pacientes do sanatório Lenox.
A partir desse momento Babydoll cria universos paralelos dentro de outros universos paralelos (provavelmente a junção do trauma de suas perdas, remédios e depressão). Com a finalidade de fugir da instituição Babydoll cria uma lista de 4 itens que são essenciais no plano de fuga. 
A cada porta atravessada Babydoll vive um espaço diferente, o sanatório já não existe, ela agora encontra-se em um orfanato de fachada, onde foi abandonada pelo padre (interpretado pelo padrasto). Na mente de Babydoll o orfanato funciona clandestinamente como um bordel onde vivem outras garotas (também pacientes), dentre essas Amber, Blondie, Rocket e SweetPea a irmã mais velha de Rocket que se autointitula "a estrela do show". Drª. Gorski é visualizada como instrutora de dança das meninas.
Blue informa que Babydoll terá sua primeira noite em 5 dias com o "manda chuva" (data de sua cirurgia de lobotomização), então Gorski incentiva Babydoll a mostrar seus dotes através de uma dança erótica e usa as seguintes palavras “...Sua luta pela sobrevivência começara agora, não quer ser julgada? Não será! Não acha que é forte o bastante? Você é! Está com medo? Não fique! você tem as armas de que precisa, agora lute!”. É nesse momento que Baby cria mais uma fantasia, ela se vê no Japão feudal, e dentro de um templo encontra o "Homem Sábio". Depois que ela expressa seu desejo de "escapar", o Homem Sábio apresenta a Babydoll suas armas uma espada katana, e uma Desert Eagle 50 prateada, em seguida ele informa 5 itens que são necessários para escapar, são respectivamente: Um mapa, fogo, uma faca, uma chave, e um quinto elemento não revelado que exigiria "um sacrifício profundo", mas traria uma "vitória perfeita". Ela então luta com três gigantes samurais para provar seu valor e conhecer seu poder de fogo. Quando sua fantasia termina, ela se encontra de volta ao bordel, e sua dança impressiona todos os espectadores inclusive Blue.
Babydoll convence as quatro meninas para se juntar a ela na preparação de uma fuga. Ela planeja usar suas danças como uma distração, enquanto as outras meninas obtém as ferramentas necessárias. Durante suas danças, ela imagina aventuras que espelham os esforços de escapar. Estas aventuras incluem infiltrar um bunker protegido por IGerman's na I Guerra Mundial, para obter um mapa do bordel (localizado no escritório de Blue dentro do hospício) a dança reflete a ação de Sweet Pea que entrou no escritório de Blue para roubar o mapa; O Assalto a um castelo infestado de orcs para recuperar dois cristais de produção de fogo de dentro de um bebê dragão (dança que representa o esforço de Amber para roubar um isqueiro do bolso do prefeito); E embarcar em um trem para lutar contra guardas robóticos e desarmar uma bomba (espelhado por Sweet Pea roubando uma faca de cozinha do cinto do cozinheiro), durante essa última fantasia, algo da errado com a música e Babydoll para de dançar, libertando o cozinheiro do estado de transe, então Rocket sacrifica-se para salvar Sweet Pea e é morta quando a bomba detona, que é paralelo com o cozinheiro fatalmente esfaqueando Rocket enquanto ela tenta proteger sua irmã. Simultaneamente Blue ouve Blondie falando sozinha sobre o plano de Babydoll, e conta para Gorski, confirmando suas suspeitas de que algo está errado. Ele tranca Sweet Pea em um armário e confronta as outras meninas nos bastidores e atira em Amber e Blondie em seguida tenta estuprar Babydoll, mas ela o apunhala com a faca do cozinheiro e rouba sua chave mestra. Com os 4 itens em mão, e ciente que todas as portas abrirão no caso de incêndio, Babydoll libera Sweet Pea e coloca fogo em uma sala de arquivos para manter os serventes ocupados e abrir as portas enquanto procuram uma saída no mapa.
Elas escapam para o pátio, onde eles encontram uma multidão de homens bloqueando seu caminho. Babydoll deduz que o quinto item necessário para a fuga é de fato seu próprio sacrifício. Apesar dos protestos de Sweet Pea, ela insiste em revelar-se aos visitantes, distraindo-os o tempo suficiente para permitir que sua amiga escape despercebida.
De volta ao hospício, o cirurgião acaba de realizar a lobotomia de Babydoll e fica perplexo com a expressão da jovem garota (pois fez uma lobotomia em uma pessoa sã), e pergunta por que Gorski autorizou o procedimento. Drª Gorski percebe que Blue forjou a sua assinatura e convoca a polícia, que prendem Blue enquanto ele tenta agredir sexualmente uma boneca lobotomizada. Enquanto estava sendo levado, Blue também incrimina o padrasto. Babydoll é mostrada sorrindo serenamente, dando a perceber que aparentemente ela encontrou a liberdade dentro de seu próprio "paraíso interior". É revelado em seu sonho que é realmente um flashback fantasioso, paralelo aos eventos que realmente aconteceram no hospício.
Em uma estação de ônibus, Sweet Pea é parada pela polícia enquanto ela tenta entrar em um ônibus para Fort Wayne, mas ela é resgatada pelo motorista do ônibus (o Homem Sábio/general das missões), que engana a polícia e permite que ela embarque.
Durante os créditos finais, Drª. Gorski e Blue executam "Love Is the Drug" em uma seqüência musical, que inclui todas as cinco protagonistas.[carece de fontes?]

## Elenco
- Emily Browning como Babydoll
- Abbie Cornish como Sweet Pea
- Jena Malone como Rocket
- Vanessa Hudgens como Blondie
- Jamie Chung como Amber
- Carla Gugino como Madame Vera Gorski/Dra. Vera Gorski
- Oscar Isaac como Blue Jones
- Jon Hamm como o doutor/The High Roller
- Scott Glenn como o sábio/general/motorista do ônibus
- Gerard Plunkett como o padrasto/padre

## Produção e design

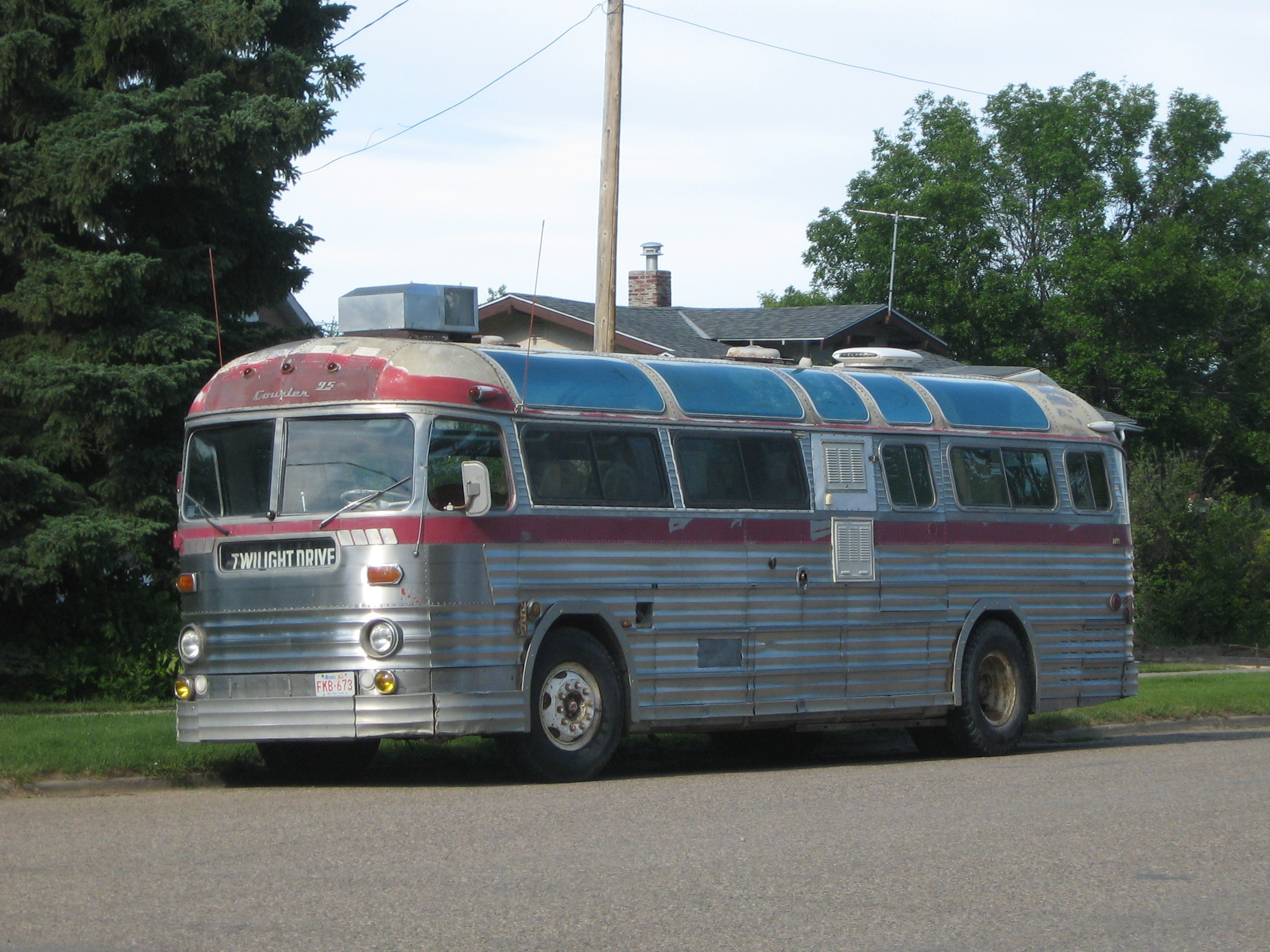
Um ônibus MCI-Courier 95 Skyview, da empresa de transporte Greyhound Lines. É semelhante ao usado nas gravações de uma das cenas finais do filme.

A pré-produção começou em Los Angeles em junho de 2009, em seguida, mudou-se para Vancouver, em julho. A fotografia principal começou em setembro de 2009, em Vancouver, e concluiu-se em janeiro de 2010. Com um orçamento de US $ 82 milhões, a pós-produção começou em setembro de 2009 e foi previsto para durar até janeiro de 2010 em Vancouver e Toronto. Originalmente, a produção teria começado em junho de 2009, mas foi adiada. Produção celebrado em 22 de janeiro de 2010. Snyder confirmou que antes da data de produção, ele já tinha disparado algumas sequências de fantasia para Sucker Punch. Snyder disse que o filme é um "retrato estilizado de movimento sobre a ação e tipo de paisagens da imaginação e coisas dessa natureza". Snyder também havia decidido-se sobre o título do filme há algum tempo, afirmando que é uma referência da cultura pop. "É sobre o que espero que o filme se sinta quando você vê-lo, mais do que um específico 'Oh, é uma história desta pessoa.' É tudo estilizado."

## Recepção

### Crítica
No site agregador de críticas Rotten Tomatoes, 22% das 218 resenhas dos críticos são positivas. O consenso do site diz: "É tecnicamente impressionante e carregado com imagens atraentes, mas sem personagens ou um plano para apoiá-los, tudo de emoções visuais de Sucker Punch são em vão." O Metacritic, que usa uma média ponderada, atribuiu ao filme uma pontuação de 33 em 100, baseado em 29 críticos, indicando críticas "geralmente desfavoráveis".
Embora Snyder havia afirmado que ele queria que o filme fosse "uma história legal e não apenas como um jogo de vídeo onde você é apenas solto e sai enlouquecendo", alguns críticos compararam o filme desfavoravelmente a um videogame em seus comentários. Richard Roeper deu ao filme um D, dizendo que "prova que um filme pode ser alto, e repleto de belas mulheres jovens cheio de ação - e ainda aborrecê-las às lágrimas." O Orlando Sentinel deu o filme uma em cada quatro estrelas chamando-lhe "um suspense erótico sem suspense e anti-erótico nos moldes do jogo de vídeo". Revendo-o para The Sydney Morning Herald, Giles Hardie chamou o filme de "incrivelmente ambicioso", e explicou que, enquanto as «profundezas tradicionais de desenvolvimento de caráter e motivações são postas de lado, [...] isso é intencional, permitindo que o público mergulhe nas camadas de sonhos e depois perguntam-se juntos o que realmente aconteceu". O crítico de cinema britânico Mark Kermode descreveu o filme como "o mais chato, juntamente vagaroso, infantilmente crasso, adolescente, loucamente estúpido e caovinista que eu senti através de uma forma muito, muito tempo."
Silvio Pilau do CinePlayers criticou a incoerência do roteiro: "Não existe, em Sucker Punch – Mundo Surreal, um desenvolvimento para uma relação emocional entre as personagens, um arco dramático para alguma delas ou mesmo uma base para justificar as fantasias criadas pela protagonista – sem qualquer explicação, ela começa a imaginar que está em uma espécie de prostíbulo onde ainda “sonha” com mundos tão díspares quanto uma trincheira de guerra e um trem em movimento prestes a explodir uma cidade. De onde vêm essas ilusões e o que elas representam segue um verdadeiro mistério para o espectador."
A Legendary Pictures atribuiu o fracasso do filme tornar-se um sucesso de bilheteria, devido à platéia não aceitar um herói de ação do sexo feminino.

### Representação das mulheres
Sucker Punch também atraiu críticas por sua representação das mulheres. Vários críticos descreveram o filme como misógino e outros expressaram preocupação sobre o seu tratamento da violência sexual. Monika Bartyzel de Moviefone escreveu: "As mulheres de Zack Snyder 'Sucker Punch' não estão habilitadas. Embora elas recebam confusões viciosas, espadas e armas, as protagonistas do mais recente de Snyder não são nada mais do que figuras cinematográficas de escravização dados somente a luta mais mínima. Sua rebelião é uma das irrisórias imaginativas em um mundo fortemente misógino que quase não é questionado ou verdadeiramente desafiado ".

## Trilha sonora
A trilha sonora do filme, produzida por Tyler Bates (que também compôs a música do filme) e Marius de Vries, consiste em 9 faixas, na maior parte covers.
| Faixas                                 | Autor              | Intérprete                                |
| -------------------------------------- | ------------------ | ----------------------------------------- |
| Sweet Dreams (Are Made of This)        | Eurythmics         | Emily Browning                            |
| Army of Me (Sucker Punch Remix)        | Björk              | Björk com Skunk Anansie                   |
| White Rabbit                           | Jefferson Airplane | Emiliana Torrini                          |
| I Want It All/We Will Rock You Mash-Up | Queen              | Queen, com um rap de Armageddon Aka Geddy |
| Search and Destroy                     | The Stooges        | Skunk Anansie                             |
| Tomorrow Never Knows                   | The Beatles        | Alison Mosshart e Carla Azar              |
| Where Is My Mind?                      | Pixies             | Yoav com Emily Browning                   |
| Asleep                                 | The Smiths         | Emily Browning                            |
| Love Is The Drug                       | Roxy Music         | Carla Gugino e Oscar Isaac                |